# Limnephilus signifer
Limnephilus signifer är en nattsländeart som beskrevs av Martynov 1909. Limnephilus signifer ingår i släktet Limnephilus och familjen husmasknattsländor. Inga underarter finns listade i Catalogue of Life.